# Pilsbach
Pilsbach è un comune austriaco di 608 abitanti nel distretto di Vöcklabruck, in Alta Austria.